# Arsenaal (Naarden)
Het Arsenaal in de Noord-Hollandse vestingstad Naarden is een voormalig arsenaal uit 1688. 
In 1728 werd het Arsenaal uitgebreid met een extra verdieping en aan de noordoostzijde een nieuwe vleugel, het Klein Arsenaal. Het werd gebruikt als opslagplaats voor militair materiaal, vooral wapens en munitie. Tijdens de Eerste Wereldoorlog werd het gebruikt als logement voor de infanterie van de vesting en de hospitaalsoldaten van het nabijgelegen militair hospitaal. Na de oorlog kwam het weer in gebruik als wapenkamer en voor de opslag van munitie. Vanaf 1950 werd het een depot voor militaire landkaarten.
Op maandag 22 november 1954 brak brand uit in het Arsenaal. Het gebouw brandde volledig uit, maar een groot deel van het inventaris kon worden gered. Op 5 februari 1958 werd het gebouw officieel heropend. Er was 12 maanden gewerkt aan de restauratie en de totale herstelkosten bedroegen 250.000 gulden.
Het pand is tot 1987 in militair gebruik geweest. Het complex is onderdeel van bastion Oud Molen en een rijksmonument.

## Later gebruik
Het gebouw doet anno 2021 dienst als bedrijfsruimte met onder andere woninginrichting studio Jan des Bouvrie en een modezaak. In het klein Arsenaal aan de noordoostzijde zit een theaterstudio.